# 期货升水

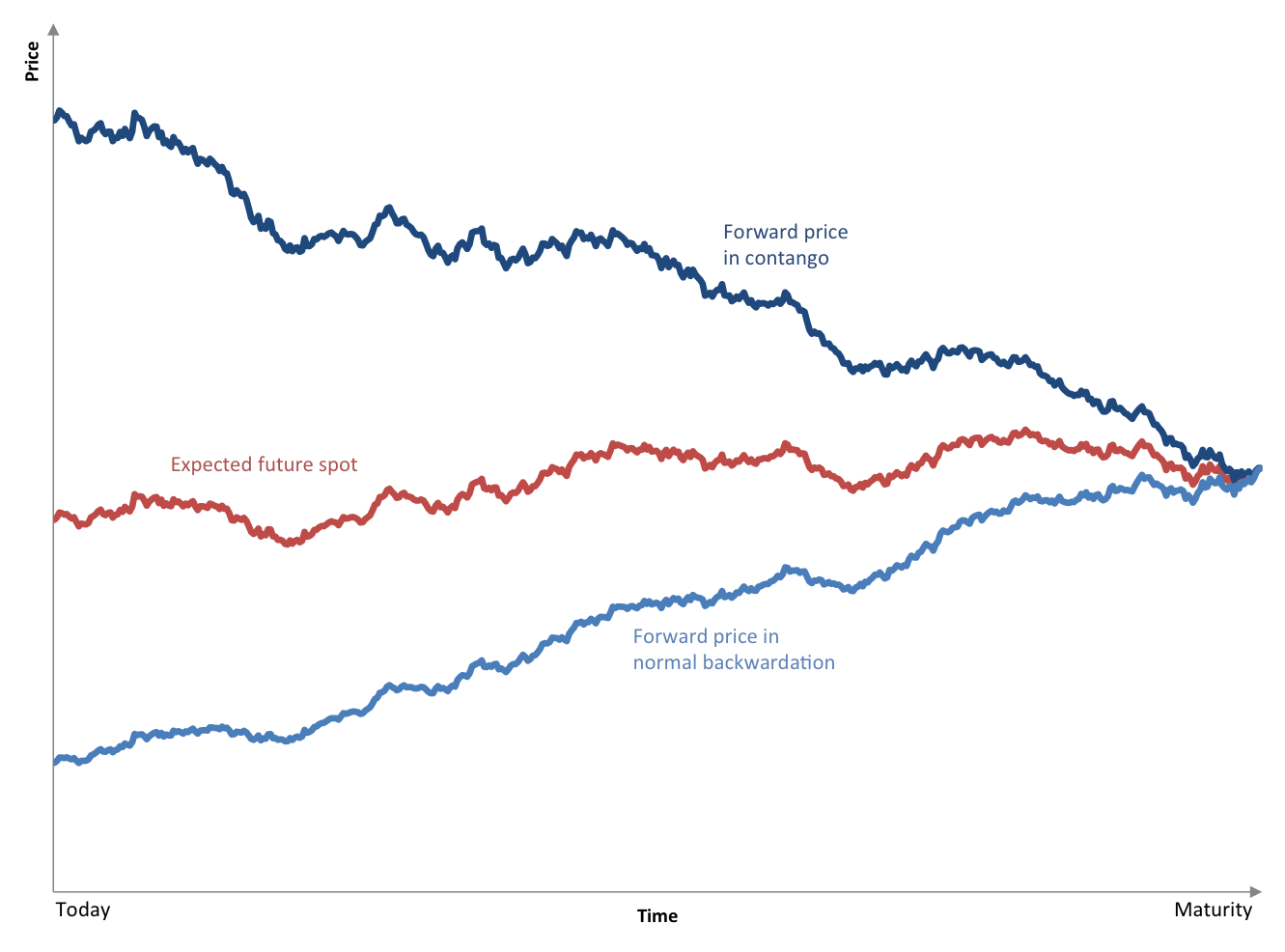
该图描述了相对于任何未来时间点的预期价格，单个远期合约的价格随时间变化的曲线。 升水的期货合约通常会贬值，直到等于到期日的现货价格为止。

期货升水，简称升水（英語：或），又称正价差，是指一种商品的期货价格比合同到期日预期现货价格更高的情况。与之相反的称为期货贴水或「逆價差」（backwardation）。

## 描述
對於不會腐爛的商品（例如黃金），正价差屬於正常（normal）。在升水情况下，交易者愿意现在支付比未来预期现货价格更高的费用，以在将来收到某种商品。这种情况可能是由于交易者希望支付更高的价格以在将来的时点购买该商品，而不是支付今天购买该商品所导致的的存储和携带成本。另一方面，套期保值者（商品生产者和商品持有者）乐于出售期货合约并接受高于预期的收益。 升水市场也称为正常市场或持有成本市场。
對於易腐爛的商品（例如食物），不同時期交付的商品的價差不屬於升水或贴水，因為它們被視作不同的商品。例如，6月及9月交付的牛奶是兩款不同的商品，因為把牛奶存放3個月，它便會過期。由於易腐爛商品的效用值具有時間性，不同交付日期的同一商品都是不同的商品。